# Pogonatum simense
Pogonatum simense là một loài Rêu trong họ Polytrichaceae. Loài này được (Bruch & Schimp. ex Müll. Hal.) A. Jaeger miêu tả khoa học đầu tiên năm 1875.